# باثفايندر (مكوك فضاء)

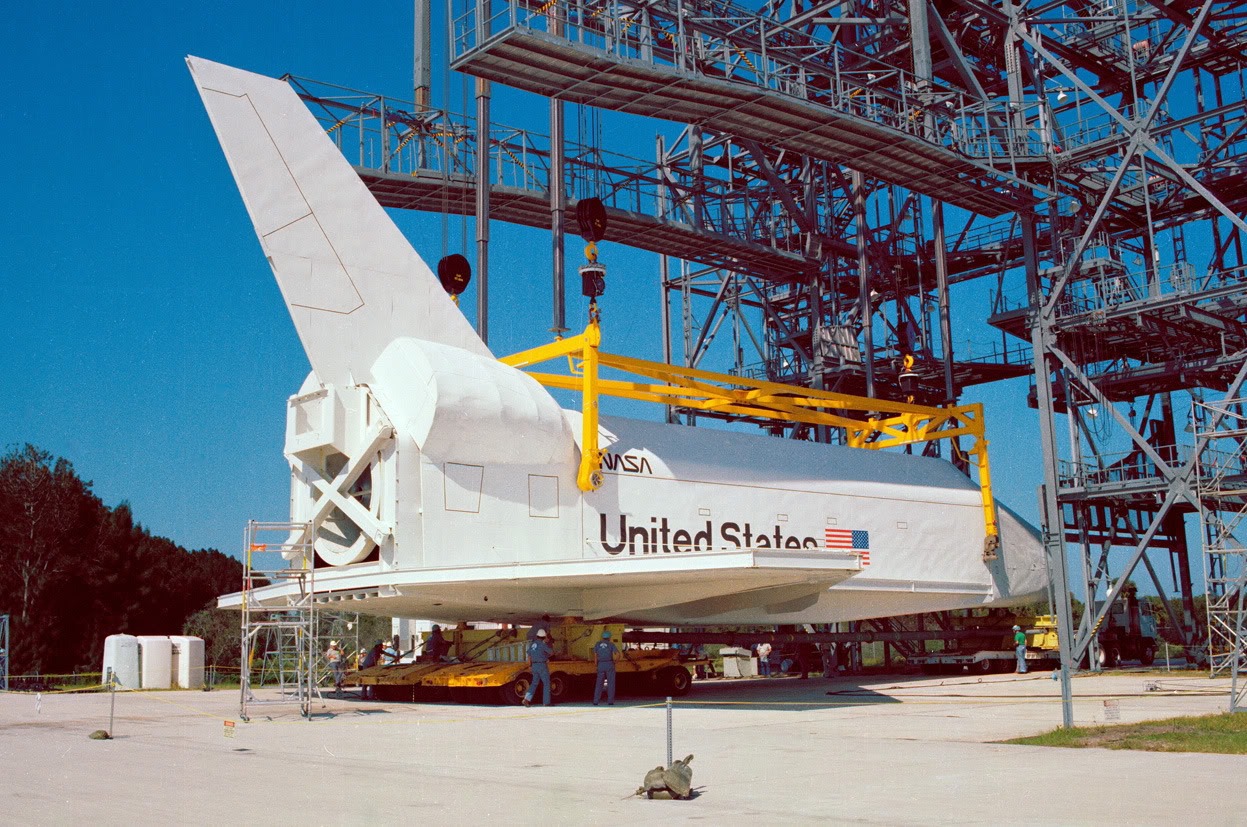
مكوك الفضاء فاثفندر

باثفايندر (بالإنجليزية: Space Shuttle Pathfinder)‏ (تعيين ناسا: OV-098) مكوك فضاء شيد من قبل وكالة ناسا سنة 1977، بلغ وزن المكوك 75 طن،  صُنع في مركز مارشال لبعثات الفضاء لغرض استخدامه في تجارب حول الأرض، ونقل فيما بعد إلى مركز كينيدي للفضاء. ثم نُقل المكوك أواسط الثمانينيات إلى اليابان، وفي مايو 1988 عاد إلى الولايات المتحدة الأمريكية، توقف عن الخدمة سنة 1999، نظراً لتعرض المكوك وبسبب عوامل الطقس والتآكل. أجريت إصلاحات للمكوك سنة 2008 وهو لا يزال معروضًا للزوار في منطقة ألاباما.